# 萬達 (明尼蘇達州)
萬達（英語：Wanda）是一個位於美國明尼蘇達州雷德伍德縣的城市。

## 歷史
萬達於1899年成立，1901年升格為城市，得名自「健忘」的奧吉布瓦語。萬達的郵局自1900年起營運至今。

## 人口
根據2020年美國人口普查的數據，萬達的面積為0.68平方千米，當中陸地面積為0.67平方千米，而水域面積為0.01平方千米。當地共有人口72人，而人口密度為每平方千米106人。